# Edna St. Vincent Millay

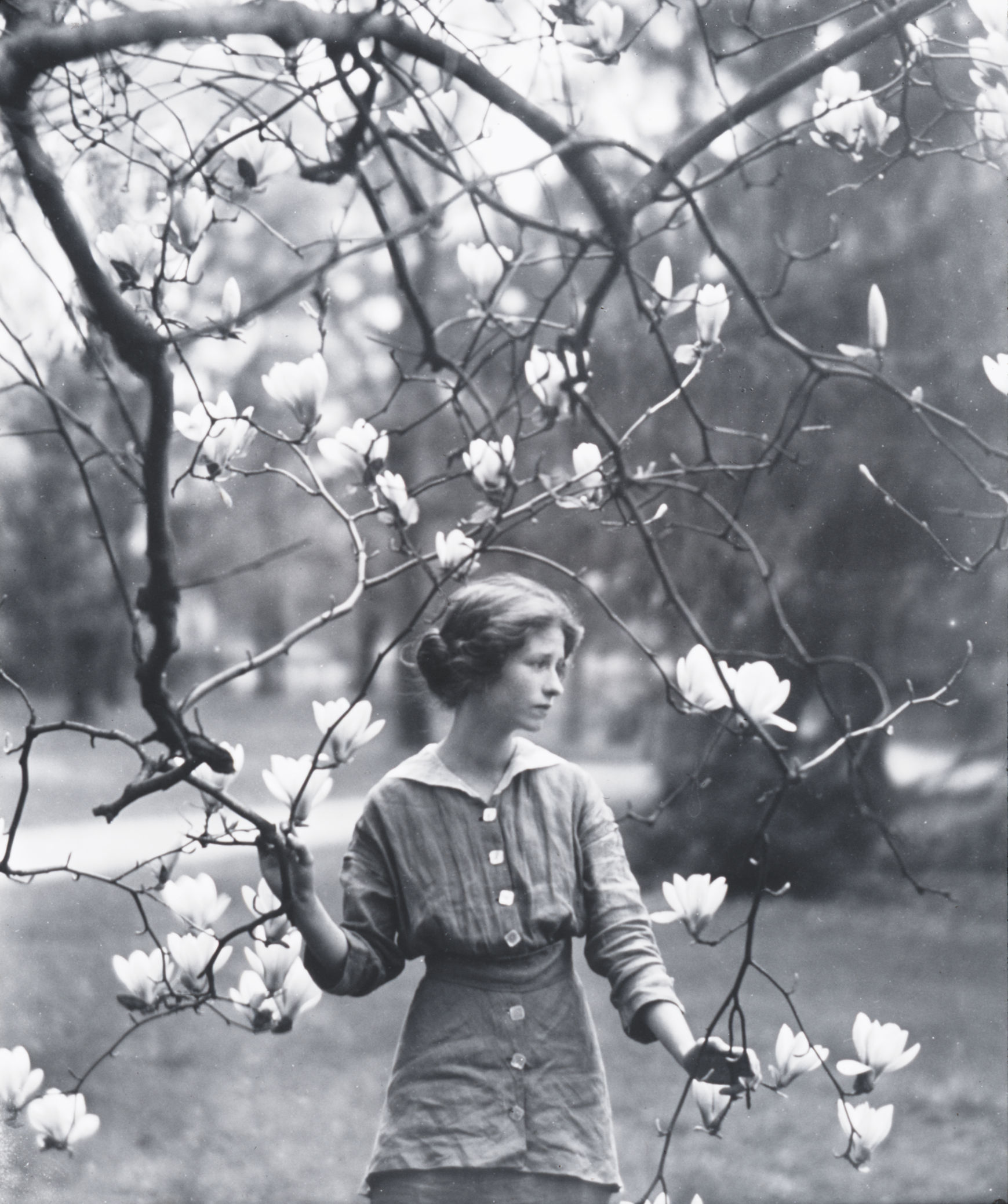
Edna St. Vincent Millay op het Vassar College in 1914, door Arnold Genthe

Edna St. Vincent Millay (Rockland (Maine), 22 februari 1892 -  Austerlitz, New York, 19 oktober 1950) was een Amerikaans dichteres, toneelschrijfster en activiste. Voor haar prozawerk gebruikte ze het pseudoniem Nancy Boyd. Zij ontving in 1923 de Pulitzerprijs voor poëzie, waarmee ze de derde vrouw was aan wie deze prijs werd toegekend.

## Leven en werk

#### Vroege levensjaren
Millay kende een armoedige jeugd, waarbij moeder Cora, na de scheiding van haar man, haar kinderen langs verschillende steden voerde, steeds weer op zoek naar personen die haar wilden steunen. Cora bracht Edna ondanks haar geldnood wel een grote liefde voor boeken bij (op hun rondreizen sjouwden ze altijd hele koffers vol met zich mee) en stimuleerde haar om onafhankelijk te denken. 

#### Werk
Aan Vassar College begon Millay gedichten te schrijven. Haar eerste poëziebundel, Renascence and Other Poems verscheen in 1917 en bevat een aantal opvallend volwassen gedichten, geschreven in een sterk lyrische en romantisch-beschouwende toon. Het titelgedicht had al eerder sterk de aandacht getrokken door publicatie in 1912 in de bloemlezing The Lyric Year, ontstaan uit een gelijknamige poeziewedstrijd. Het gedicht 'Renascence' werd alom beschouwd als de beste bijdrage, doch slechts met de vierde prijs bekroond, hetgeen de nodige ophef veroorzaakte.
In 1923 kreeg Millay de Pulitzerprijs voor poëzie voor The Harp-Weaver and Other Poems. Veelgeprezen werden ook haar latere bundels The Buck in the Snow (1928), Fatal Interview (1931, sonnetten) en haar poëtisch drama The King's Henchman (1928, door Deems Taylor gebruikt als libretto voor een opera). Haar gedichten zijn doordrongen van beelden uit de natuur en met name van het kustlandschap van haar geboortestreek Maine. Over het algemeen kennen ze een traditionele structuur; Millay maakte veel gebruik van het sonnet, een vorm die ze perfect beheerste, maar waagde zich zelden aan experimenten.
Vanaf de jaren twintig publiceerde Millay ook met veel succes toneelstukken. Haar proza, dat ze publiceerde onder het pseudoniem Nancy Boyd, is minder bekend.

#### Bohemien
Millay werd behalve door haar dichtkunst ook bekend door haar schoonheid, gekoppeld aan een onconventionele en bohemische levensstijl. Ze was openlijk biseksueel, reisde vanaf 1920 met regelmaat naar Parijs waar ze verkeerde in vooraanstaande kunstenaarskringen, had vele verhoudingen (onder andere met beeldhouwster Thelma Wood en criticus Edmund Wilson) en huwde in 1923 met de veel oudere, rijke Nederlander Eugene Jan Boissevain, met wie ze vervolgens een zeer open huwelijk had. Boissevain stierf in 1949 aan longkanker. Millay overleed in 1950 nadat ze bij een val van de trap haar nek had gebroken.

## Fragment
| Engels origineel Love is not all: it is not meat nor drink Nor slumber, nor a roof against the rain; Nor yet a floating spar to men that sink And rise and sink and rise and sink again. | Nederlandse vertaling door Herman de Coninck Liefde is niet het einde. Is geen eten en drinken. Is geen dak boven het hoofd tegen de regen, Geen reddingsboei voor wie verdrinken. Liefde is nergens voor en nergens tegen. | Letterlijke betekenis Liefde is niet alles: het is eten noch drinken Noch slaap, noch een dak tegen de regen; En nog minder een drijvend rondhout voor mannen die zinken En bovenkomen en zinken en bovenkomen en nogmaals zinken. |
| Uit Opus 30. | | |